# 首里郵便局
首里郵便局（しゅりゆうびんきょく）は沖縄県那覇市にある郵便局。民営化前の分類では集配普通郵便局であった。
本記事では本局の集配部門を前身とする首里北郵便局（しゅりきたゆうびんきょく）についても併せて記述する。

## 概要
住所
〒903-0804 沖縄県那覇市石嶺町1-161（首里郵便局）
〒903-8799 沖縄県那覇市首里石嶺町二丁目111番地4（首里北郵便局）
1874年（明治7年）3月20日に、那覇とともに設立された郵便仮役所を前身とする、沖縄県でもっとも歴史ある郵便局の一つである。
民営化の際に、局内に郵便事業首里支店が併設されたが、2008年（平成20年）12月1日に当局のみが新局舎に移転したため、それぞれが単独店舗となった。
その後、2012年（平成24年）10月1日に、郵便事業株式会社と郵便局株式会社が統合され日本郵便株式会社が発足したことに伴い、郵便事業首里支店は首里北郵便局となった。

## 沿革
首里郵便局
- 1874年（明治7年）3月20日 - 首里郵便仮役所として開設[1]。
- 1875年（明治8年）1月1日 - 首里郵便局（二等）となる。
- 1887年（明治23年）10月1日 - 為替・貯金取扱を開始。
- 1902年（明治30年）9月1日 - 首里郵便電信局となる。
- 1903年（明治36年）4月1日 - 通信官署官制の施行に伴い首里郵便局となる。
- 1945年（昭和20年） - 沖縄戦の空襲により焼失し廃局となる[2]。沖縄が米軍統治下に入る。
- 1946年（昭和21年）2月22日 - 集配局として開局[3]。
- 1952年（昭和27年）4月1日 - 琉球政府発足により、同政府郵政局（のちの琉球郵政庁）管轄下に入る。
- 1964年（昭和39年）10月5日 - 守礼門などのイラスト入り日付印が使われるようになる[4]。
- 1967年（昭和42年）1月 - 首里市当蔵町2-11に鉄筋コンクリート2階建ての局舎が建設される[5]。
- 1972年（昭和47年）5月15日 - 沖縄返還に伴い、郵政省沖縄郵政管理事務所管轄の集配普通郵便局[6]である首里郵便局として設置[7]。
- 1981年（昭和56年）2月25日 - 和文および欧文電報配達業務を那覇電報電話局に移管。
- 1981年（昭和56年）3月2日 - 那覇市首里当蔵町二丁目から、同市首里石嶺町二丁目に局舎を新築、移転。
- 1999年（平成11年） - 外国通貨の両替および旅行小切手の売買に関する業務取扱を開始。
- 2007年（平成19年）10月1日 - 民営化に伴い、併設された郵便事業首里支店に一部業務を移管。
- 2008年（平成20年）12月1日 - 那覇市首里石嶺町2-111-4から同1-161に移転。同日、郵便番号を〒903-8799から〒903-0804に変更[8]。郵便事業首里支店は引き続き旧位置で営業。

 首里北郵便局 
- 2008年（平成20年）12月1日 - 首里郵便局の移転により、郵便事業首里支店が単独立地となる。
- 2012年（平成24年）10月1日 - 日本郵便株式会社の発足に伴い、郵便事業首里支店が首里北郵便局となる。

## 取扱内容

### 首里郵便局
- 郵便、印紙、ゆうパック、内容証明
- 貯金、為替、振替、振込、国債、投資信託
- 生命保険、バイク自賠責保険、がん保険、引受条件緩和型医療保険
- ゆうちょ銀行ATM

### 首里北郵便局
- 「903-08xx」区域（那覇市首里地域）の集配業務
- ゆうゆう窓口

## 周辺
- 沖縄県立首里東高等学校
- 那覇市立石嶺中学校
- 那覇市立城北中学校

## アクセス
- 沖縄都市モノレール線（ゆいレール） 石嶺駅から徒歩約4分
- 那覇バス 金井医院前停留所、もしくは石嶺営業所停留所下車
- 沖縄バス（首里城下町線） 第一石嶺停留所、もしくは第二石嶺停留所下車
- 沖縄自動車道 那覇ICから北へ約1.5km
- 駐車場あり：10台